# 克里夫蘭聯邦準備銀行
克里夫蘭聯邦準備銀行（英語：Federal Reserve Bank of Cleveland），簡稱克里夫蘭聯準銀行（Cleveland Fed），為美國12個聯邦準備銀行之一，管轄聯邦準備制度的第4聯邦準備區。本部位於俄亥俄州克里夫蘭。現任總裁為貝絲·哈瑪克（第12任總裁）。

## 概要
克里夫蘭聯準銀行管轄的第4聯邦準備區涵蓋西維吉尼亞州北部的細長地域、賓夕法尼亞州西部、肯塔基州東部，以及俄亥俄州。該行本部設在俄亥俄州克里夫蘭，並設有兩間分行，分別為設在俄亥俄州辛辛那提的辛辛那提分行，以及設在賓夕法尼亞州匹茲堡的匹茲堡分行。
1982年，Karen N. Horn就任克里夫蘭聯準銀行總裁，令本行成為12個地區聯邦準備銀行中，首個任命女總裁的聯邦準備銀行。現任總裁貝絲·哈瑪克是克里夫蘭聯準銀行的第4位女總裁。

## 管轄地區

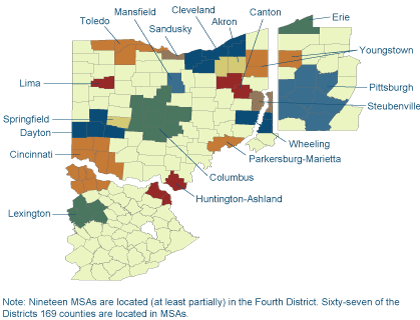
第4聯邦準備區地圖

- 第4聯邦準備區
  - 俄亥俄州（本部所在地）
  - 賓夕法尼亞州西部
  - 肯塔基州東部
  - 西維吉尼亞州北部的細長地域

## 相關項目
- 聯邦準備法
- 聯邦準備制度
- 美國聯邦準備銀行

## 外部連結
- 官方網站（英文）